# Marcel De Sano
Marcel De Sano, de son vrai nom Marcel Draguseanu, est un pilote de guerre et un réalisateur roumain né le 18 mai 1897 à Hănțești, commune de Buciumeni (dans l'actuel județ de Galați) dans le Royaume de Roumanie et mort le 17 mars 1936 à Ville-d'Avray (Seine-et-Oise).

## Biographie
Marcel Draguseanu quitte la Roumanie pour la France et s'engage dans la Légion étrangère en 1914. Il obtient son brevet de pilote en octobre 1916.
Il rejoint l'armée roumaine en juillet 1917, qu'il quitte en 1919 avec le grade de lieutenant. Il quitte la Roumanie pour la France puis l'Italie, où il devient acteur sous le pseudonyme de Marcel De Sano. Il émigre aux États-Unis en 1920 où il devient réalisateur.
Il se suicide en voiture le 17 mars 1936 près de Ville-d’Avray (alors dans le département de Seine-et-Oise).
Il a épousé les actrices Lyda Borelli, puis Arlette Marchal.

## Filmographie (sélection)

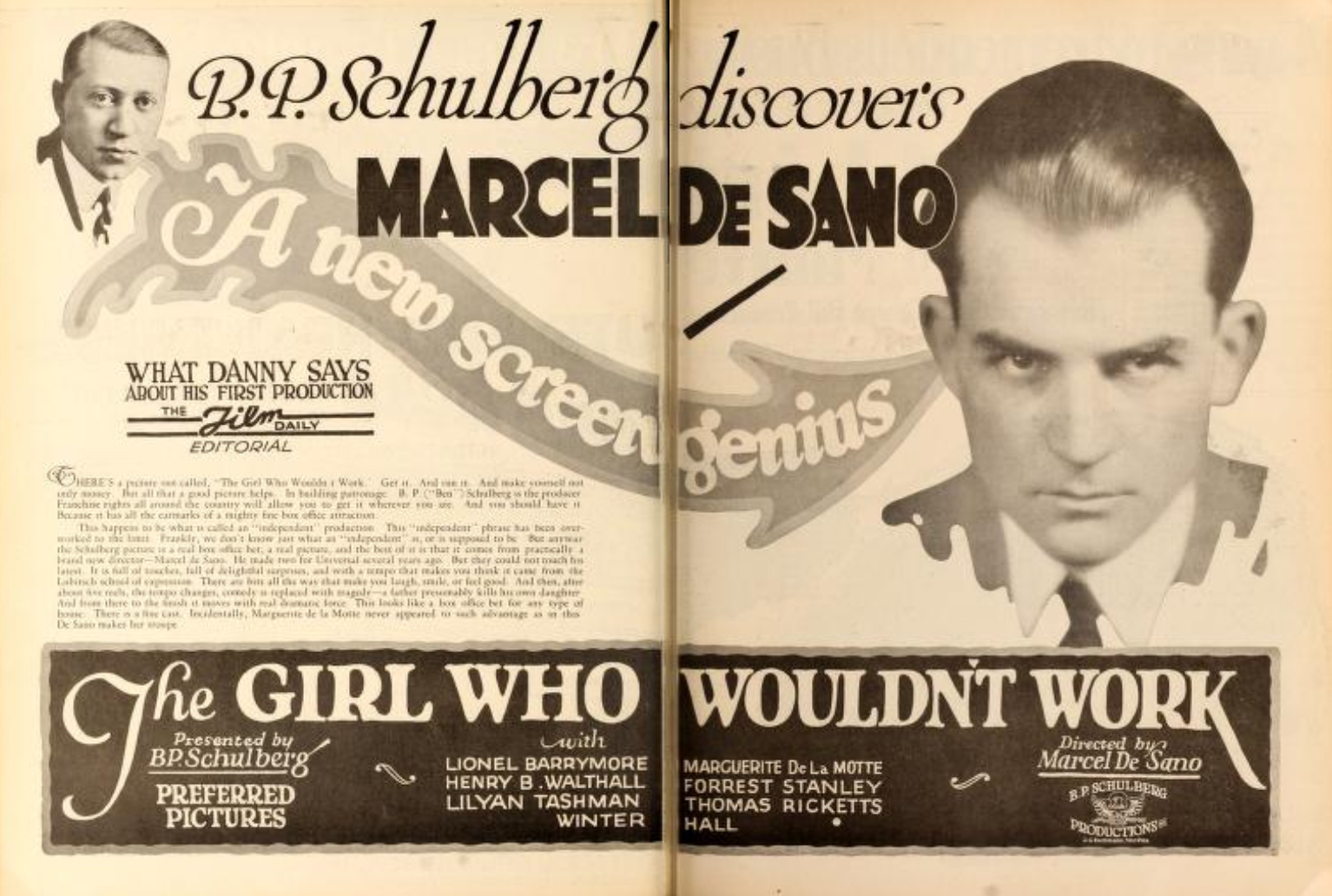
Annonce pour le film The Girl Who Wouldn't Work dans Motion Picture News.

### Comme réalisateur
- 1925 : The Girl Who Wouldn't Work
- 1926 : Blarney (en)
- 1930 : Le Quartier des amoureux (Peacock Alley)
- 1931 : Le Procès de Mary Dugan
- 1931 : Boudoir diplomatique

## Distinctions
- : Ordre de Michel le Brave 3e classe
- : Croix de guerre 1914-1918 2 palmes.